# Брюлле, Гаспар Огюст
Гаспар Огюст Брюлле (фр. Gaspard Auguste Brullé, 1809, Париж — 1873, Дижон) — французский энтомолог.
С 1834 года состоял ассистентом при Парижском естествоисторическом музее, затем профессором зоологии в Дижоне. Научные труды Брюллэ касаются морфологии, систематики и фаунистики насекомых почти всех отрядов; из них самый крупный «Histoire naturelle des Insectes» (Париж, 1834-1888, 1846).